# جوسيف أنطون هافنر
جوسيف أنطون هافنر (بالألمانية: Josef Anton Hafner)‏ هو رسام ألماني، ولد في 15 أغسطس 1709 في Türkheim ‏ في ألمانيا، وتوفي بنفس المكان في 1756.